# Skogsvård
Skogsvård innebär anläggande och skötsel av skogsbestånd med avsikt att få bestånd med god volymtillväxt och god kvalitet. Skogsvården kan delas in i beståndsanläggning, beståndsvård och skogsskydd. Med beståndsanläggning menas anläggande av ny skog efter föryngringsavverkning genom plantering eller naturlig föryngring med fröträd. Beståndsvård är skötsel av skogsbestånd genom röjning och gallring. Skogsskydd innebär att förebygga och förhindra skador på skog på grund av skadeinsekter och svampsjukdomar.
Skogsvården regleras av Skogsvårdslagen, där även skötselråd ingår. Rådgivning om skogsvård ges av Skogsstyrelsen och skogsägareföreningarna.
Skogsskydd kan emellertid även betyda att skydda skogen som naturlig miljö, och mot avverkning ("naturskydd" är en mer allmän term som innefattar även skydd för andra biotoper än skogen). Skogen är extremt betydelsefull för den biologiska mångfalden i Sverige, och enligt Nagoyaavtalet ska alla länder skydda minst 17% av landytan (i Sverige just nu 10,9%).